# Луккенау
Луккенау (нем. Luckenau) — бывшая община (коммуна) в Германии, в земле Саксония-Анхальт. 
Входила в состав района Бургенланд. Подчинялась управлению Цайтцер Ланд. Население составляло 593 человека (на 31 декабря 2006 года). Занимала площадь 6,91 км². Коммуна подразделялась на 2 сельских округа: Штреккау и Вайдау. 1 января 2010 года община вошла в состав города Цайц.